# Hieracium alpinum
Lo sparviere alpino (nome scientifico Hieracium alpinum L., 1753)  è una specie di pianta angiosperma dicotiledone della famiglia delle Asteraceae.

## Etimologia
Il nome generico (Hieracium) deriva dalla parola greca hierax o hierakion (= sparviere, falco). Il nome del genere è stato dato dal botanico francese Joseph Pitton de Tournefort (1656 - 1708) rifacendosi probabilmente ad alcuni scritti del naturalista romano Gaio Plinio Secondo (23 - 79) nei quali, secondo la tradizione, i rapaci si servivano di questa pianta per irrobustire la loro vista. L'epiteto specifico (alpinum) fa riferimento al tipico habitat della pianta di questa voce.

Il binomio scientifico della pianta è stato proposto da Carl von Linné (1707 – 1778) biologo e scrittore svedese, considerato il padre della moderna classificazione scientifica degli organismi viventi, nella pubblicazione "Species Plantarum - 2: 800" del 1753.

## Descrizione

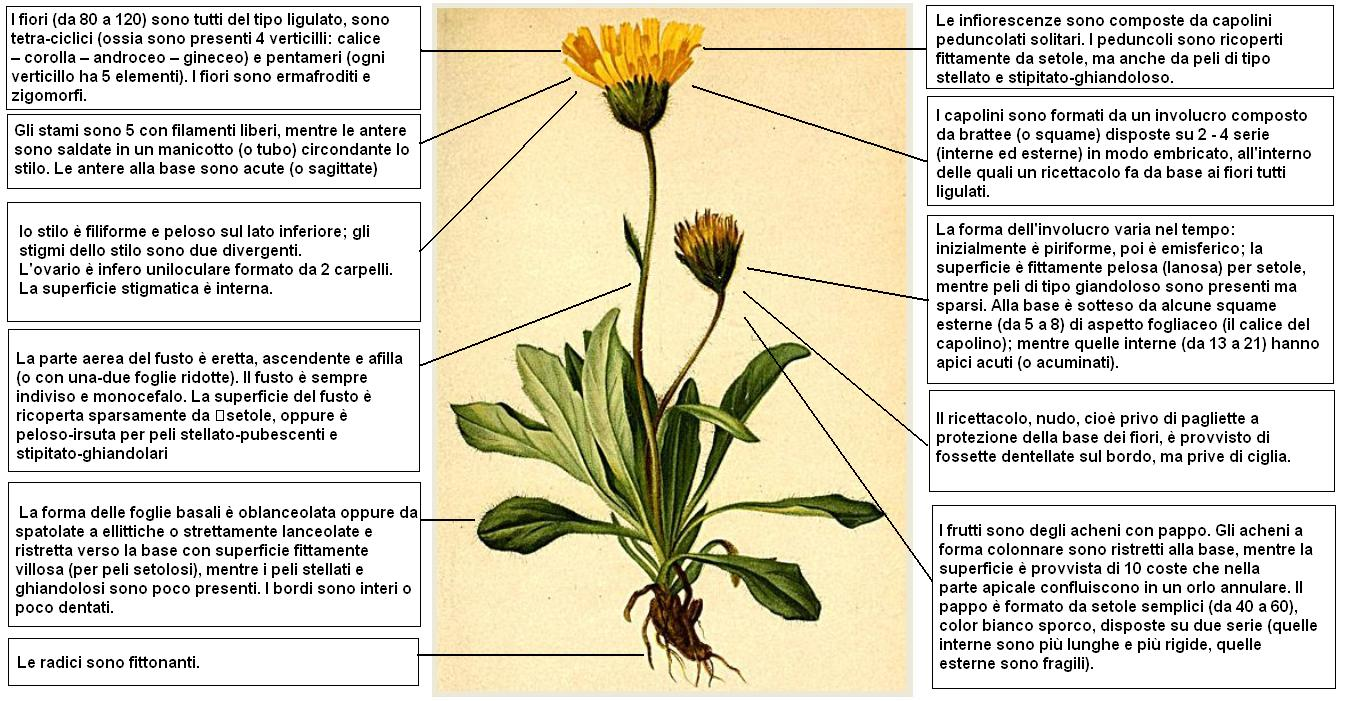
Descrizione delle parti della pianta

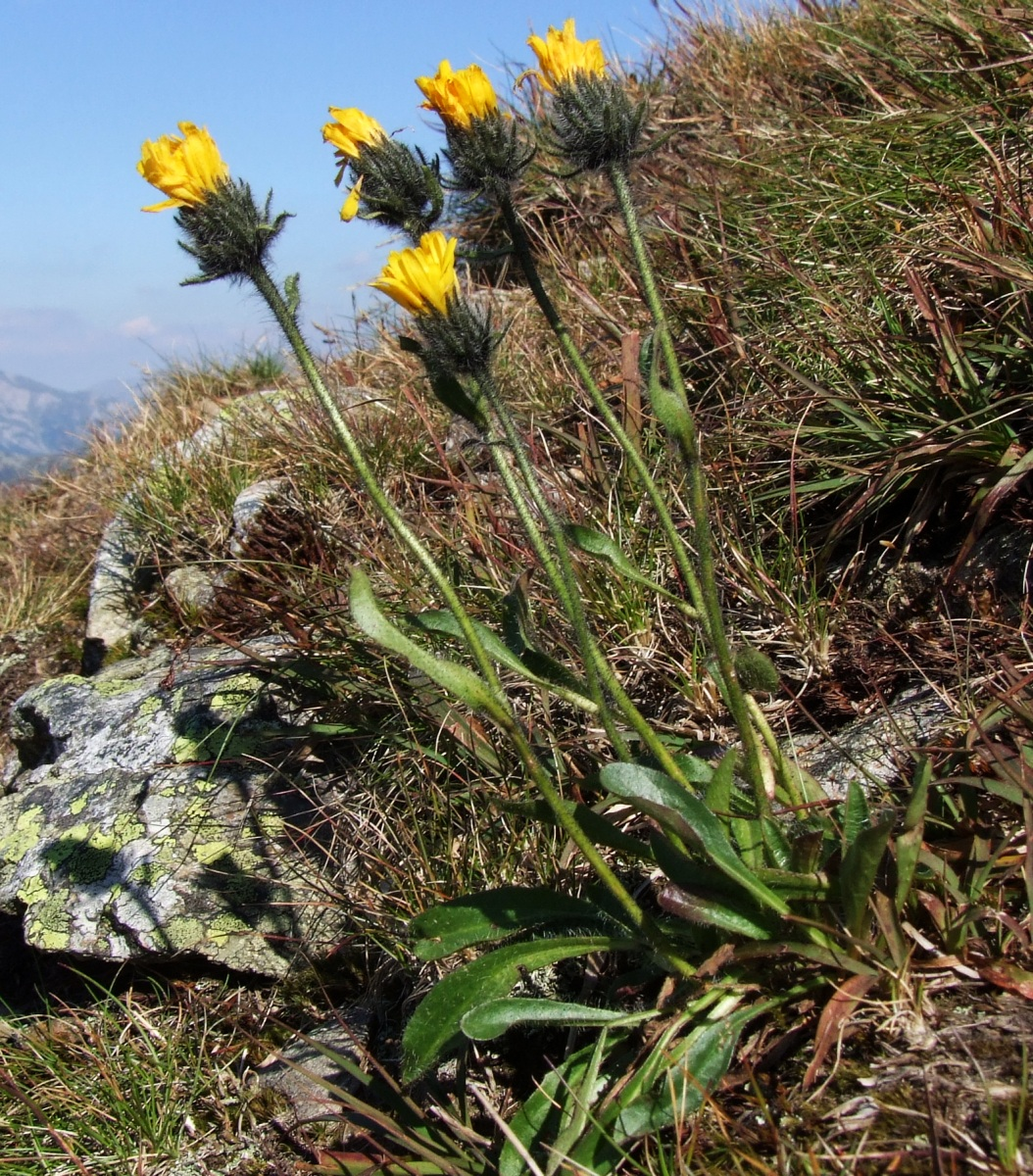
Il portamento

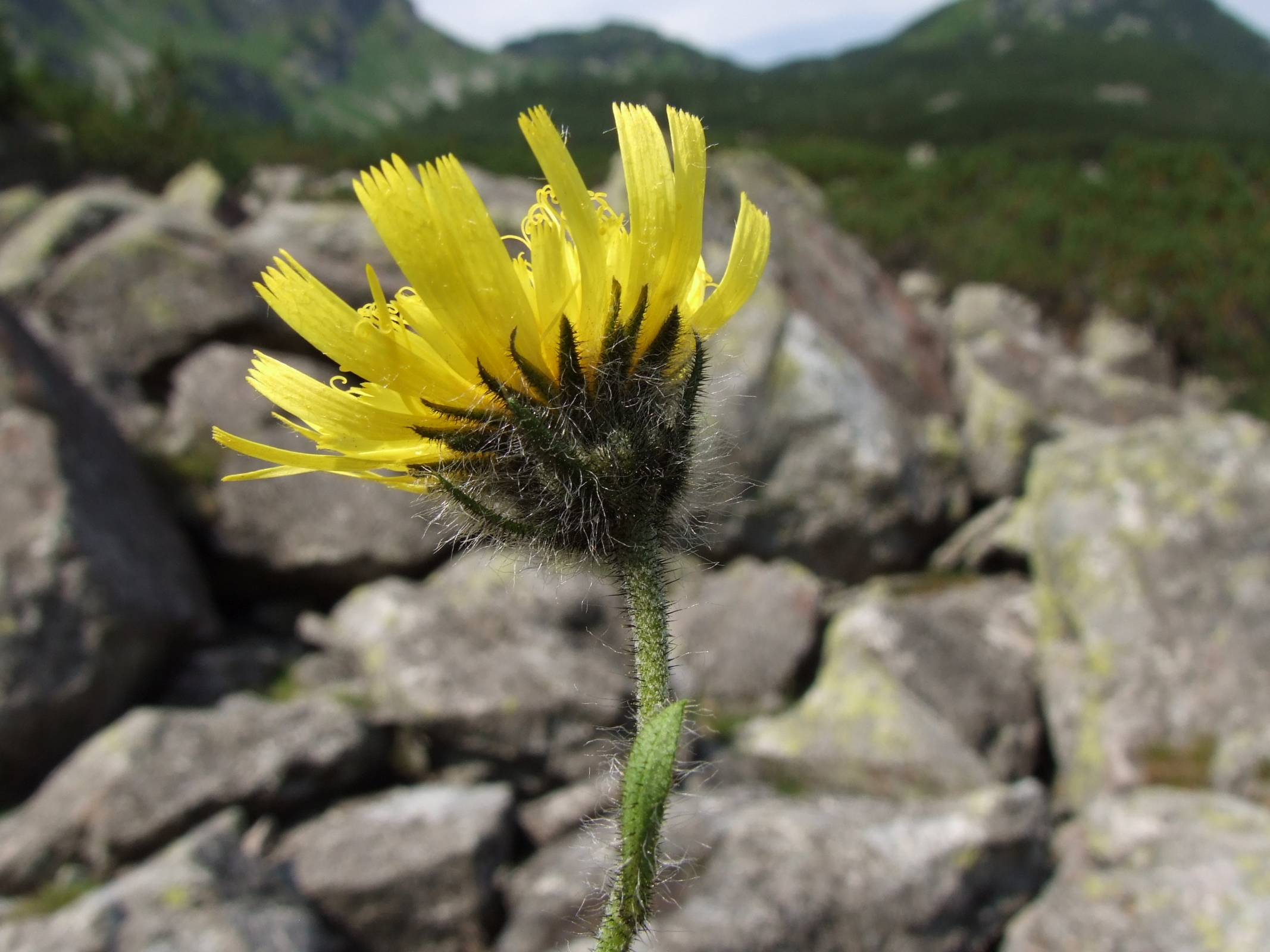
Il capolino

Habitus. La forma biologica è emicriptofita rosulata (H ros), ossia in generale sono piante erbacee, a ciclo biologico perenne, con gemme svernanti al livello del suolo e protette dalla lettiera o dalla neve e hanno le foglie disposte a formare una rosetta basale. In alcuni casi la forma biologica per questa specie può essere definita anche emicriptofita scaposa (H scap) in quanto l'asse fiorale è eretto e spesso è privo di foglie. Queste piante sono densamente ghiandolose (con peli nerastri) e provviste di lattice (i vasi latticiferi sono anastomizzati).
Radici. Le radici sono fittonanti.
Fusto. La parte aerea del fusto è eretta, ascendente e afilla (fillopode o con una-due foglie ridotte). Il fusto è sempre indiviso e monocefalo. La superficie del fusto è ricoperta sparsamente da setole, oppure è peloso-irsuta per peli stellato-pubescenti o stipitato-ghiandolari (peli lunghi 3 – 5 mm). Questa pianta può raggiungere una altezza compresa tra10 – 20 cm.
Foglie. Le foglie (da 5 a 7) sono tutte basali (a parte qualche rara foglia caulina - da 2 a 3 - simile a quelle basali disposte in modo alterno). La forma delle foglie è oblanceolata oppure da spatolate a ellittica o strettamente lanceolata e ristretta verso la base con superficie fittamente villosa (per peli setolosi), mentre i peli stellati e ghiandolosi sono poco presenti (lunghezza dei peli: 1 – 3 mm). I bordi sono interi o poco dentati. Il colore delle foglie è uguale su entrambe le facce. La rosetta basale è persistente alla fioritura e alla fruttificazione. Dimensione delle foglie: larghezza 0,6 – 2 cm; lunghezza 2 – 9 cm; in genere la lunghezza è 2  - 8 volte la larghezza.
Infiorescenza. Le infiorescenze sono composte da capolini peduncolati solitari. I peduncoli sono ricoperti fittamente da setole, ma anche da peli di tipo stellato e stipitato-ghiandoloso. I capolini sono formati da un involucro composto da brattee (o squame) disposte su 2 serie (interne ed esterne) in modo embricato, all'interno delle quali un ricettacolo fa da base ai fiori tutti ligulati. La forma dell'involucro varia nel tempo: inizialmente è turbinato, poi è emisferico; la sua superficie è fittamente pelosa (lanosa) per setole, mentre peli di tipo ghiandoloso sono presenti ma sparsi. Alla base è sotteso da alcune squame esterne (da 5 a 8) di aspetto fogliaceo (il calice del capolino); mentre quelle interne (da 13 a 21) hanno apici acuti (o acuminati). Il ricettacolo, nudo, cioè privo di pagliette a protezione della base dei fiori, è provvisto di fossette dentellate sul bordo, ma prive di ciglia. Diametro del capolino: 2,5 - 4,0 cm. Diametro dell'involucro: 12 – 18 mm. Dimensioni delle squame basali: larghezza 1,5 - 2,5 mm; lunghezza 9 – 15 mm.
Fiore. I fiori (da 80 a 120) sono tutti del tipo ligulato (il tipo tubuloso, i fiori del disco, presente nella maggioranza delle Asteraceae, qui è assente), sono tetra-ciclici (ossia sono presenti 4 verticilli: calice – corolla – androceo – gineceo) e pentameri (ogni verticillo ha 5 elementi). I fiori sono ermafroditi e zigomorfi. Sono presenti fiori "stilosi".
- Formula fiorale:

*/x K {\displaystyle \infty }, [C (5), A (5)], G 2 (infero), achenio
- Calice: i sepali del calice sono ridotti ad una coroncina di squame.
- Corolla: le corolle sono formate da un tubo e da una ligula terminante con 5 denti troncati; il colore è giallo; le ligule sono cigliate sui bordi e sui denti. Lunghezza delle ligule: 12 – 15 mm.
- Androceo: gli stami sono 5 con filamenti liberi, mentre le antere sono saldate in un manicotto (o tubo) circondante lo stilo.[19] Le antere alla base sono acute (o sagittate). Il polline è tricolporato.[20]
- Gineceo: lo stilo è filiforme e peloso sul lato inferiore; gli stigmi dello stilo sono due divergenti. La superficie stigmatica è interna.[21] L'ovario è infero uniloculare formato da 2 carpelli.
- Fioritura: da luglio ad agosto.

Frutti. I frutti sono degli acheni con pappo. Gli acheni a forma colonnare sono ristretti alla base, mentre la superficie è provvista di 10 coste che nella parte apicale confluiscono in un orlo anulare. Il pappo è formato da setole semplici (da 40 a 60), color bianco sporco, disposte su due serie (quelle interne sono più lunghe e più rigide, quelle esterne sono fragili). Lunghezza dell'achenio: circa 2,5 – 4 mm. Lunghezza del pappo: 6 – 7 mm.

## Biologia
Impollinazione: l'impollinazione avviene tramite insetti (impollinazione entomogama tramite farfalle diurne e notturne).
Riproduzione: la fecondazione avviene fondamentalmente tramite l'impollinazione dei fiori (vedi sopra).
Dispersione: i semi (gli acheni) cadendo a terra sono successivamente dispersi soprattutto da insetti tipo formiche (disseminazione mirmecoria). In questo tipo di piante avviene anche un altro tipo di dispersione: zoocoria. Infatti gli uncini delle brattee dell'involucro si agganciano ai peli degli animali di passaggio disperdendo così anche su lunghe distanze i semi della pianta.

## Distribuzione e habitat

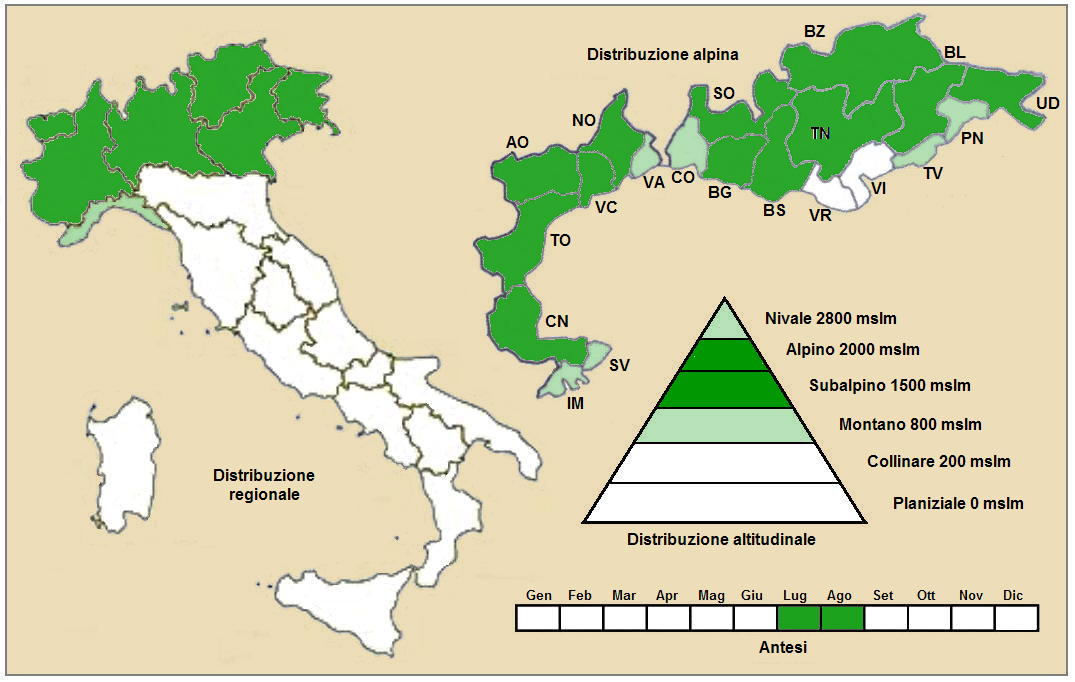
Distribuzione della pianta
(Distribuzione regionale – Distribuzione alpina)

Geoelemento: il tipo corologico (area di origine) è Circum-Artico-Alpino.
Distribuzione: in Italia è presente al nord nelle Alpi (è considerata specie rara). È presente anche nelle Alpi oltre il confine italiano. Sugli altri rilievi europei collegati alle Alpi si trova nei Vosgi, Alpi Dinariche e Carpazi. Nel resto dell'Europa si trova al nord (Russia compresa).
Habitat: l'habitat tipico per questa specie sono i pascoli alpini e curvuleti (= praterie alpine con suoli acidi dove abbondantemente si trova la Carice curva); ma anche nelle lande e nei popolamenti a lavanda. Il substrato preferito è siliceo con pH acido, bassi valori nutrizionali del terreno che deve essere mediamente umido.
Distribuzione altitudinale: sui rilievi queste piante si possono trovare da 1.800 fino a 3.000 m s.l.m.; frequentano quindi i seguenti piani vegetazionali: montano, subalpino, alpino e in parte quello nivale.

### Fitosociologia

#### Areale alpino
Dal punto di vista fitosociologico alpino Hieracium alpinum appartiene alla seguente comunità vegetale:
Formazione: delle comunità delle praterie rase dei piani subalpino e alpino con dominanza di emicriptofite
Classe: Juncetea trifidi
Ordine: Caricetalia curvulae

#### Areale italiano
Per l'areale completo italiano Hieracium alpinum appartiene alla seguente comunità vegetale:
Macrotipologia:  vegetazione sopraforestale criofila e dei suoli crioturbati
Classe: Caricetea curvulae Rivas-Martínez, Diaz, Ferná ndez- González, Izco, Loidi, Lousa & Penas, 2002
Ordine: Caricetalia curvulae Br.-Bl. in Br.-Bl. & Jenny, 1926
Alleanza: Caricion curvulae Br.-Bl. in Br.-Bl. & Jenny, 1926
Descrizione: l'alleanza Caricion curvulae è relativa alle praterie acidofile con esposizioni meridionali e con significativa presenza di detriti distribuite dalle Alpi e Appennino settentrionale sino ai Carpazi. Queste comunità non evolvono a causa delle restrittive condizioni climatiche che si presentano sulle creste delle alte montagne al di sopra del limite della vegetazione arborea. Il livello di conservazione di queste comunità è complessivamente buono visti i particolari ambienti in cui si sviluppano, difficilmente colonizzabili da altre formazioni.
Specie presenti nell'associazione:  Carex curvula, Juncus trifidus, Oreochloa disticha, Hieracium alpinum, Hieracium glanduliferum, Festuca halleri, Festuca robustifolia, Scorzoneroides helveticus, Primula daonensis, Primula hirsuta, Saponaria pumila, Loiseleuria procumbens, Trifolium alpinum, Carex brunnescens, Festuca pseudodura, Festuca ovina, Minuartia recurva, Oreochloa disticha, Pedicularis kerneri, Phyteuma globulariifolium, Senecio incanus.
Altre comunità vegetali per questa specie:
- Nardion strictae
- Loiseleurio procumbentis-Vaccinion microphylli

## Tassonomia
La famiglia di appartenenza di questa voce (Asteraceae o Compositae, nomen conservandum) probabilmente originaria del Sud America, è la più numerosa del mondo vegetale, comprende oltre 23.000 specie distribuite su 1.535 generi, oppure 22.750 specie e 1.530 generi secondo altre fonti (una delle checklist più aggiornata elenca fino a 1.679 generi). La famiglia attualmente (2021) è divisa in 16 sottofamiglie.

### Filogenesi
Il genere di questa voce appartiene alla sottotribù Hieraciinae della tribù Cichorieae (unica tribù della sottofamiglia Cichorioideae). In base ai dati filogenetici la sottofamiglia Cichorioideae è il terz'ultimo gruppo che si è separato dal nucleo delle Asteraceae (gli ultimi due sono Corymbioideae e Asteroideae). La sottotribù Hieraciinae fa parte del "quinto" clade della tribù; in questo clade è posizionata alla base ed è "sorella al resto del gruppo comprendente, tra le altre, le sottotribù Microseridinae e Cichoriinae. Il genere  Hieracium (insieme al genere Pilosella) costituisce il nucleo principale della sottotribù Hieraciinae e formano (insieme ad altri generi minori) un "gruppo fratello" posizionato nel "core" delle Hieraciinae.
Il genere Hieracium è un genere estremamente polimorfo con maggioranza di specie apomittiche. Di questo genere sono descritte circa 1000 specie sessuali e oltre 3000 specie apomittiche, delle quali circa 250 e più sono presenti nella flora spontanea italiana. Alcuni taxon collegati alle varie specie del genere sono sottospecie, altri sono considerati aggregati (o inclusi), e altri ancora sono considerati "intermediari" (o impropriamente ibridi in quanto queste specie essendo apomittiche non si incrociano e quindi non danno prole feconda) con altre specie. A causa di ciò si pongono dei problemi di sistematica quasi insolubili e per avere uno sguardo d'insieme su questa grande variabilità può essere necessario assumere un diverso concetto di specie. Qui in particolare viene seguita la suddivisione del materiale botanico in sezioni così come sono elencate nell'ultima versione della "Flora d'Italia".
La specie di questa voce è descritta all'interno della sezione Hieracium sect. Alpina (Griseb.) Gremli  i cui caratteri principali sono:
- tutte le parti della pianta sono ricoperte da peli ghiandolari nerastri;
- la pubescenza varia da densa ad abbondantissima;
- il fusto nella parte alta può essere vischioso;
- le foglie cauline (da 1 a 4) sono sessili ed hanno delle forme oblungo-lanceolate;
- ogni fusto ha un solo capolino;
- i denti delle ligule sono cigliati;
- i margini degli alveoli del ricettacolo sono denticolati o dentati.

L'indumentum è uno degli elementi più importanti per distinguere le varie specie.  H. alpinum è caratterizzato dalla seguente pubescenza:
| Tipo peli        |                                                                                                |
| ---------------- | ---------------------------------------------------------------------------------------------- |
| Peli semplici    | Da densi a molto densi, lunghi 3 – 6 mm, neri alla base e grigio-bianchi all'apice             |
| Peli ghiandolari | Da sparsi a densi, lunghi 0,1 - 0,2 mm, sottili, peduncolo nerastro e ghianadole giallastre    |
| Peli stellati    | Caule (densi); foglie (assenti); peduncoli dei capolini (densi); brattee involucrali (assenti) |

Il numero cromosomico di H. alpinum è: 2n = 18, 27 e 36 ( specie diploidi - Sono stati inoltre individuati tipi triploidi e tetraploidi).

### Sottospecie
Per questa specie sono riconosciute le seguenti sottospecie, alcune delle quali sono presenti nella flora spontanea italiana (1):
- Hieracium alpinum subsp. alpinum - Distribuzione: Italia (Alpi), Europa e Groenlandia
- Hieracium alpinum subsp. augusti-bayeri Zlatník, 1932 - Distribuzione: Romania e Ucraina
- Hieracium alpinum subsp. eximiiforme Dahlst., 1891 - Distribuzione: Federazione Russa (Siberia) e Norvegia
- Hieracium alpinum subsp. gymnogenum Zahn, 1910 - Distribuzione: Polonia, Romania e Bielorussia
- Hieracium alpinum subsp. halleri (Vill.) Celak., 1871 - Distribuzione: Italia (Alpi) e Europa centrale
- Hieracium alpinum subsp. marcelli Paléz. & Zahn, 1925 - Distribuzione: Italia (Piemonte)
- Hieracium alpinum subsp. melanocephalum (Tausch) Zahn, 1901 - Distribuzione: Italia, Austria, Repubblica Ceca e Polonia
- Hieracium alpinum subsp. ormeanum Zahn, 1916 - Distribuzione: Italia (Piemonte) e Europa centrale
- Hieracium alpinum subsp. pseudofritzei (2) (Benz & Zahn) Zahn, 1908 - Distribuzione: Italia e Europa centro-orientale
- Hieracium alpinum subsp. tubulosum (Tausch) Zahn, 1901 - Distribuzione: Repubblica Ceca e Polonia

Note:
- (1): le sottospecie della flora spontanea italiana differiscono per le foglie con bordi dentati e piante di grosse dimensioni (subsp. halleri); oppure per l'involucro più lungo (15 – 20 mm) ma anche più largo e per le squame nerastre (subsp. melanocephalum); altre sottospecie differiscono per l'abbondanza più o meno copiosa delle setole o per habitus più ridotti.[8]
- (2): nella "Flora d'Italia" la sottospecie Hieracium alpinum subsp. pseudofritzei (Benz & Zahn) Zahn, 1908 è considerata un sinonimo della specie H. pseudofritzei.[16]

#### Specie incluse
Le seguenti 15 specie sono "incluse" nel gruppo del Hieracium alpinum:
- Hieracium atalum (Omang) Omang
- Hieracium exsiliusculum (Omang) Omang
- Hieracium gudbrandii  Ósk.
- Hieracium holosericeum  Backh. f.
- Hieracium includens  Dahlst.
- Hieracium kaldalonense  Dahlst.
- Hieracium notabile  P. D. Sell & C. West
- Hieracium pentaploideum  P. D. Sell & D. J. Tennant
- Hieracium perlaniferum  Ósk.
- Hieracium petiolinum  Sennikov
- Hieracium pseudopetiolatum  (Zahn) Roffey
- Hieracium schustleri  Zlatník
- Hieracium semialpinum  Ósk.
- Hieracium sericellum  (Dahlst.) Dahlst
- Hieracium taraxacifrons  Ósk.

### Sinonimi
Questa entità ha avuto nel tempo diverse nomenclature. L'elenco seguente indica alcuni tra i sinonimi più frequenti:
Sottospecie alpinum
- Hieracium angmagssalikense Omang
- Hieracium crispum  (Elfstr.) Elfstr.
- Hieracium trigonophorum  Osk.

Sottospecie augusti-bayeri
- Hieracium augusti-bayeri (Zlatník) Chrtek f.

Sottospecie eximiiforme
- Hieracium eximiiforme (Dahlst.) Dahlst.

Sottospecie halleri
- Hieracium halleri Vill.

Sottospecie pseudofritzei
- Hieracium pseudofritzei (Benz & Zahn) Gutermann

Sottospecie gymnogenumi
- Hieracium gymnogenum (Zahn) Üksip

Sottospecie melanocephalum
- Hieracium melanocephalum Tausch

Sottospecie tubulosum
- Hieracium tubulosum (Tausch) Tausch

## Altre notizie
Lo sparviere alpino in altre lingue è chiamato nei seguenti modi:
- (DE)  Alpen-Habichtskraut
- (FR)  Épervière des Alpes
- (EN)  Alpine Hawkweed